# Sargon Boulus

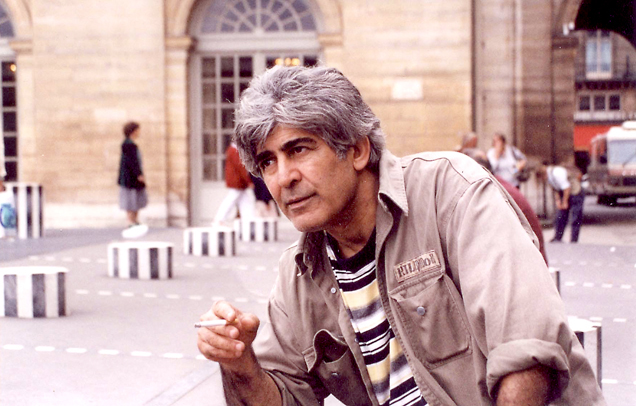
Sargon Boulus

Sargon Boulus (* 1944 in al-Habbaniyya, Irak; † 22. Oktober 2007 in Berlin) war ein irakisch-assyrischer Poet und Autor von Kurzgeschichten.
1967 arbeitete er als Journalist und Übersetzer in Beirut. Er emigrierte in die USA und lebte seit 1968 in San Francisco. Boulus studierte Komparatistik an der University of California in Berkeley und Bildhauerei am Skyline College in San Bruno. Seine Werke erschienen in verschiedenen arabischen Magazinen und er übersetzte Werke von W. S. Merwin, Allen Ginsberg, Gary Snyder, Michael McClure, und anderen.